# لورمان، ولز
لورمان، ولز (به انگلیسی: Norman Wells) یک منطقهٔ مسکونی در کانادا است که در قلمروهای شمال غرب، واقع شده‌است. لورمان ۷۲۷ نفر جمعیت دارد و ۷۳ متر بالاتر از سطح دریا واقع شده‌است.